# Patrick Kenney
Patrick Kenney (Boston, 13 febbraio 1997) è uno sciatore alpino statunitense.

## Biografia
Originario di Hingham e attivo in gare FIS dal dicembre del 2013, Kenney ha esordito in Nor-Am Cup l'11 dicembre 2013 a Copper Mountain in discesa libera (82º) e in Coppa del Mondo il 24 ottobre 2021 a Sölden in slalom gigante, senza completare la prova; nella medesima specialità ha conquistato il primo podio, il 26 marzo 2022 a Sugarloaf (3º), e la prima vittoria, l'8 aprile 2024 a Panorama, in Nor-Am Cup. Ai Mondiali di Saalbach-Hinterglemm 2025, sua prima presenza iridata, si è classificato 32º nello slalom gigante; non ha preso parte a rassegne olimpiche.

## Palmarès

### Coppa del Mondo
- Miglior piazzamento in classifica generale: 123º nel 2025

### Nor-Am Cup
- Miglior piazzamento in classifica generale: 29º nel 2022
- 3 podi:
  - 1 vittoria
  - 2 terzi posti

#### Nor-Am Cup - vittorie
| Data          | Località | Paese  | Specialità |
| ------------- | -------- | ------ | ---------- |
| 8 aprile 2024 | Panorama | Canada | GS         |

Legenda:

GS = slalom gigante

### Campionati statunitensi
- 3 medaglie:
  - 1 argento (slalom gigante nel 2021)
  - 2 bronzi (slalom gigante nel 2020; slalom gigante nel 2022)